# Список епізодів мультсеріалу Бетмен 2004

Логотип мультсеріалу

«Бе́тмен» (англ. The Batman) — мультсеріал про пригоди молодого бізнесмена Брюса Вейна, та його альтер-его супергероя-детектива Бетмена.
Тут представлено список серій даного мультсеріалу.

## Список серій

### Сезон 1
| Номер | Назва                               | Переклад                               | Дата виходу | Режиссер       | Сценарист                   |
| 1 | "The Bat in the Belfry"             | "Кажан у Дзвіниці"                     | 11.09.04.   | Сеун Єн Кім    | Дуейн Капіззі               |
| Джокер захопив психіатричну лікарню Аркхем і намагається отруїти весь Готем, але це не єдина проблема Бетмена, адже на нього тепер полює поліція.                           |                                     |                                        |             |                |                             |
| 2 | "Call of the Cobblepot"             | "Дзвінок від Кобблпота"                | 18.09.04.   | Брендон Вієтті | Стівен Мелшінґ              |
| В Ґотем приїжджає колишній багатій Освальд Кобблпот і Брюс підозрює, що саме він стоїть за недавніми пограбуваннями в місті.                                                |                                     |                                        |             |                |                             |
| 3 | "Traction"                          | "Тяга"                                 | 25.09.04.   | Сем Лю         | Адам Бічен                  |
| На слід Бетмена виходить найманець Бейн і тепер Брюсу буде непереливки. |                                     |                                        |             |                |                             |
| 4 | "The Man Who Would Be Bat"          | "Чоловік, Який Був би Кажаном"         | 02.10.04.   | Сеун Єн Кім    | Томас Паґслі, Ґреґ Клейн    |
| Вчений Кірк Ленґстром з Компанії Вейн виготовляє речовину, за допомогою якої перетворюється в кажана і тепер у Бетмена з'являється новий ворог.                             |                                     |                                        |             |                |                             |
| 5 | "The Big Chill"                     | "Великий Мороз"                        | 30.10.04.   | Брендон Вієтті | Ґреґ Вейсмен                |
| Бетмен зустрічає свого давнього знайомого, Віктора Фрайса. Але тепер Віктор не звичайна людина, він навчився виділяти холод і назвався Містером Фрізом.                     |                                     |                                        |             |                |                             |
| 6 | "The Cat and Bat"                   | "Кіт і Кажан"                          | 06.11.04.   | Сем Лю         | Адам Бічен                  |
| Поліція підозрює, що Бетмен тепер працює з Жінкою-Кішкою. А тим часом сам Вейн потрапляє в протистояння Кішки та японської мафії.                                           |                                     |                                        |             |                |                             |
| 7 | "The Big Heat"                      | "Велика Спека"                         | 13.11.04.   | Сеун Єн Кім    | Д.Д. Мюррей, Крістофер Йост |
| Злодій Світляк спалює різні дорогі компанії, а в цей же час ринок захоплює Ґот-Корп. і Брюс починає бачити тут зв'язок.                                                     |                                     |                                        |             |                |                             |
| 8 | "Q&A"                               | "QтаA"                                 | 20.11.04.   | Брендон Вієтті | Стівен Мелшін               |
| Бетмен розслідує викрадення відомих людей. Розслідування приводить його до геніального мамія Артура Брауна, котрий має образу на викрадених зірок.                          |                                     |                                        |             |                |                             |
| 9 | "The Big Dummy"                     | "Великий Манекен"                      | 27.11.04.   | Сем Лю         | Роберт Ґудмен               |
| Черевомовець та Шрамолиций планують велике пограбування, але Брюс ніяк не може зрозуміти його суть.                                                                         |                                     |                                        |             |                |                             |
| 10 | "Topsy Turvy"                       | "Догори Дригом"                        | 05.02.05.   | Сеун Єн Кім    | Адам Бічен                  |
| Джокер починає нову незрозумілу гру, намагаючись заплутати Бетмена і це в нього виходить. Заплутавши Брюса, Джокеру вдається вийти з психушки й почати свою помсту.         |                                     |                                        |             |                |                             |
| 11 | "Bird of Prey"                      | "Хижий Птах"                           | 12.02.05.   | Брендон Вієтті | Стівен Мелшінґ              |
| Доки Брюс Вейн дає екслюзивне інтерв'ю відомій жуналістці, Пінгвін захоплює його маєток. Тепер Бетмену треба бути одночасно героєм в масці й багатим тусовщиком.            |                                     |                                        |             |                |                             |
| 12 | "The Rubberface of Comedy (Part 1)" | "Гумове Обличчя Комедії (Частина 1)"   | 30.04.05.   | Сем Лю         | Ґреґ Вейсмен                |
| Джокер створив речовину, що здатна розчиняти будь-який матеріал і за допомогою неї вводить Ґотем в жах. Бетмену для перемоги потрібно об'єднатися з поліцією.               |                                     |                                        |             |                |                             |
| 13 | "The Clayface of Tragedy (Part 2)"  | "Глиняне Обличчя Трагедії (Частина 2)" | 07.05.05.   | Сеун Єн Кім    | Ґреґ Вейсмен                |
| Після інциденту з Джокером детектив Беннет перетворюється на глиняну потвору і в нього їде дах. Бетмен намагається зупинити свого друга, доки той не вбив капітана поліції. |                                     |                                        |             |                |                             |

### Сезон 2
| Номер | Назва                                 | Переклад                | Дата виходу | Режиссер       | Сценарист                   |
| 1 | "The Cat, the Bat, and the Very Ugly" | "Кіт, Кажан, Злодій"    | 14.05.05.   | Брендон Вієтті | Томас Паґслі, Ґреґ Клейн    |
| Пінгвін та Жінка-Кішка об'єднуються, щоб викрасти древні єгипетські статуетки. Та коли з'являється Бетмен, Кобблпот зраджує Кішку, аби забрати статуетки.                                                       |                                       |                         |             |                |                             |
| 2 | "Riddled"                             | "Загаданий"             | 21.05.05.   | Сем Лю         | Крістофер Йост, Д.Д. Мюррей |
| Брюс виходить на нового і дуже розумного злодія - Загадника, котрий робить для людей смертелні пастки. Але його дії набагато загадковіші, ніж здається.                                                         |                                       |                         |             |                |                             |
| 3 | "Fire and Ice"                        | "Вогонь і Крига"        | 28.05.05.   | Сем Лю         | Джозеф Кур                  |
| Світляк і Містер Фріз об'єднуються задля спільної справи і викрадають різні новітні технології. Брюсу треба зупинити їх, доки в місті не почалася вічна зима.                                                   |                                       |                         |             |                |                             |
| 4 | "The Laughing Bat"                    | "Кажан, що Сміється"    | 04.06.05.   | Сеун Єн Кім    | Майкл Джеленіс              |
| Джокер вирішує помінятися з Бетменом місцями і одягає чорний костюм кажана, а натомість Брюса він отруює своїм новим газом, щоб зробити його Джокером.                                                          |                                       |                         |             |                |                             |
| 5 | "Swamped"                             | "Болотяний"             | 11.06.05.   | Брендон Вієтті | Томас Паґслі, Ґреґ Клейн    |
| Вбивця Крок затоплює Ґотем, щоб пограбувати в ньому всі банки. Тепер Бетмену треба пристосовуватися до ворожого середовища, аби перемогти мутанта.                                                              |                                       |                         |             |                |                             |
| 6 | "Pets"                                | "Домашні Тваринки"      | 18.06.05.   | Сем Лю         | Д.Д. Мюррей, Крістофер Йост |
| Пінгвін викрадає спеціальний звуковий випромінювач і той приводить до нього Мен-Бета. А доки Бетмер бориться з ними, Альфред бориться з єнотом в Бет-печері.                                                    |                                       |                         |             |                |                             |
| 7 | "Meltdown"                            | "Розплавлення"          | 25.06.05.   | Сеун Єн Кім    | Ґреґ Вейсмен                |
| Після виграшу в суді, Ітан Беннет влаштовується на роботу в Компанії Вейн і починає звичайне життя. Але все міняється, коли він знову зустрічає Джокера і вирішує йому помститися.                              |                                       |                         |             |                |                             |
| 8 | "JTV"                                 | "ДжейТБ"                | 09.07.05.   | Сеун Єн Кім    | Майкл Джеленіс              |
| Джокер вводить на телебачення свій власний канал, на якому транслюються його злочини. Бетмену здається, що так клоун лише полегшив йому справу, але потім виявляється, що все не так просто.                    |                                       |                         |             |                |                             |
| 9 | "Ragdolls to Riches"                  | "Ляльки, до Багатств"   | 16.07.05.   | Сеун Єн Кім    | Адам Бічен                  |
| У Бетмена та Жінки-Кішки з'явився новий спільний ворог - Лялька, професійний грабіжник, що викрадає різні дорогі речі і безслідно зникає.                                                                       |                                       |                         |             |                |                             |
| 10 | "The Butler Did It"                   | "Дворецький Зробить це" | 20.08.05.   | Брендон Вієтті | Алекс Ван Дайн              |
| Брюс стає свідком того, як Альфред обкрадає його. Виявляється, що його загіпнотизував містик Спеллбіндер, здатний зводити людей з розуму.                                                                       |                                       |                         |             |                |                             |
| 11 | "Grundy's Night"                      | "Ніч Ґранді"            | 27.08.05.   | Сем Лю         | Адам Бічен                  |
| Під час Гелловіну в місті відбувається серія пограбувань багатих людей і кожна з жертв стверджує, що це був голем бідних робітників на ім'я Соломон Ґранді, збудований робітниками, аби помститися своїм панам. |                                       |                         |             |                |                             |
| 12 | "Strange Minds"                       | "Дивні Думки"           | 03.09.05.   | Брендон Вієтті | Ґреґ Вейсмен                |
| Інь знаходиться в полоні у Джокера, а Доктор Х'юго Стрейндж і Бетмен намагаються увійти в мозок цього психа, щоб знайти її.                                                                                     |                                       |                         |             |                |                             |
| 13 | "Night and the City"                  | "Ніч і Місто"           | 10.09.05.   | Брендон Вієтті | Стівен Мелшінґ              |
| Пінгвін, Джокер і Загадник вирішують позмагатися. Кожен з них намагається викрити справжню сутність Бетмена. В цей же час детектива Інь можуть звільнити за співпрацю з Темним лицарем.                         |                                       |                         |             |                |                             |

### Сезон 3
| Номер | Назва                                   | Переклад                                       | Дата виходу | Режиссер         | Сценарист                 |
| 1 | "Batgirl Begins, Part One"              | "Бетґьорл: Початок, Частина Перша"             | 17.09.05.   | Брендон Вієтті   | Майкл Джеленіс            |
| У Бетмена з'являється несподівана напарниця під псевдонімом Бетґьорл, але Брюс не спиймає її серйозно. Тим часом один найманець руйнує ГМО компанії. Це шанс Барбари проявити себе.                                                               |                                         |                                                |             |                  |                           |
| 2 | "Batgirl Begins, Part Two"              | "Бетґьорл: Початок, Частина Друга"             | 24.09.05.   | Крістофер Берклі | Майкл Джелені, Адам Бічен |
| Подруга Барбари стає суперлиходійкою Отруйний Плющ. Тепер Бетґьорл потрібно рятувати все місто і навіть свого кумира, Бетмена. |                                         |                                                |             |                  |                           |
| 3 | "A Dark Knight to Remember"             | "Темний Лицар, Згадай"                         | 01.10.05.   | Брендон Вієтті   | Джозеф Кур                |
| У Бетмена стається приступ амнезії під час битви з Пінгвіном і він починає забувати, що є месником в масці. Тим часом Барбара наближається до розгадки таємниці Бетмена.                                                                          |                                         |                                                |             |                  |                           |
| 4 | "A Fistful of Felt"                     | "Кулачний Потік"                               | 08.10.05.   | Ентоні Чан       | Стівен Мелшінґ            |
| Арнольда Вескера випускають з Аркхема і він стає дитячим артистом. Та вже скоро Стрейндж вирішує возз'єднати Арнольда зі Шрамолицим. |                                         |                                                |             |                  |                           |
| 5 | "RPM"                                   | "RPM"                                          | 05.11.05.   | Крістофер Берклі | Крістофер Йост            |
| Будучи на благодійних перегонах, Брюс стикається з Підкорювачем Механізмів, злодієм, що вміє керувати усіма механічними пристроями. |                                         |                                                |             |                  |                           |
| 6 | "Brawn"                                 | "Мускули"                                      | 12.11.05.   | Брендон Вієтті   | Алекс Ван Дайн            |
| В місті починається хаос, Барбарі знову треба рятувати Бетмена, а все тому, що Джокер одягнув шланг Бейна. |                                         |                                                |             |                  |                           |
| 7 | "The Laughing Cats"                     | "Коти, що Сміються"                            | 19.11.05.   | Крістофер Берклі | Джозеф Кур                |
| Жінка-Кішка підозрюється в викраденні чорного Сибірського леопарда, але згодом виявляється, що за цим стоїть Джокер, який, окрім цього, планує вбити Бетмена, Бетґьорл та Кішку.                                                                  |                                         |                                                |             |                  |                           |
| 8 | "Fleurs du Mal"                         | "Квіти Зла"                                    | 26.11.05.   | Ентоні Чан       | Девід Слек                |
| Мер та комісар Ґотема приймають нові дивні закони. Бетмен та Бетґьорл з'ясовують, що за цим стої Отруйний Плющ, яка замінила ґотемські вершини рослинними копіями.                                                                                |                                         |                                                |             |                  |                           |
| 9 | "Cash for Toys"                         | "Готівка для Іграшок"                          | 04.02.06.   | Ентоні Чан       | Стівен Мелшінґ            |
| Колишній працівник Компанії Вейн, Космо Кренк, якого було звідти звільнено, викрадає Брюса Вейна називаючись Іграшником, але натомість виявляє, що схопив Бетмена.                                                                                |                                         |                                                |             |                  |                           |
| 10 | "The Apprentice"                        | "Учень"                                        | 11.02.06.   | Брендон Вієтті   | Стівен Мелшінґ            |
| Джокер, дивлячись на успіхи Бетмена, вирішує знайти собі власного напарника. Ним стає однокласник Барбари, Донні. Бетмен і Бетґьорл намагаються переконати Донні, або ж Витівку, змінити сторону.                                                 |                                         |                                                |             |                  |                           |
| 11 | "Thunder"                               | "Грім"                                         | 18.02.06.   | Крістофер Берклі | Паул Ґіасоппо             |
| Після програшу на виборах, мільярдер Максиміліан Зевс стає злодієм Максі Зевсом і намагається захопити Ґотем. Це нова нагода Бетґьорл проявити свої здібності.                                                                                    |                                         |                                                |             |                  |                           |
| 12 | "The Icy Depths"                        | "Крижані Глибини"                              | 06.05.06.   | Ентон Чан        | Стівен Мелшінґ            |
| Пінгвін і Містер Фріз намагаються віднайти затоплені скарби, а Брюс намагається їх зупинити. |                                         |                                                |             |                  |                           |
| 13 | "Gotham's Ultimate Criminal Mastermind" | "Ґотемський Ультиматичний Провидець Криміналу" | 13.05.06.   | Брендон Вієтті   | Алекс Ван Дайн            |
| Х'юго Стрейндж створює штучний інтелект під назвою D.A.V.E. (Ц.Р.Е.Л. - Цифровий Розширений Емулятор Лиходійства) зібраний з інтелектів піддослідних в Аркхемі для того, щоб передбачувати їх дії. Але в D.A.V.E. їде дах і він сам стає злодієм. |                                         |                                                |             |                  |                           |

### Сезон 4
| Номер | Назва                   | Переклад                    | Дата виходу | Режисер                    | Сценарист                    |
| 1 | "The Matter of Family"  | "Матерія Сім'ї"             | 23.09.06.   | Брендон Вієтті             | Майкл Джеленіс               |
| Брюс усиновлює сироту з цирку на ім'я Дік Грейсон, чиї батьки померли через негідника Тоні Зукко. Дізнавшись таємницю Бетмена, Дік приєднується до нього під псевдонімом Робін.                                         |                         |                             |             |                            |                              |
| 2 | "Team Penguin"          | "Команда Пінгвіна"          | 30.09.06.   | Ентоні Чан                 | Джозеф Кур                   |
| Пінгвін вирішує зібрати команду лиходіїв зі Світляка, Крока, Ляльки та Вбивці Метелика, а щоб їх перемогти, команді Бетмена треба навчитися працювати разом.                                                            |                         |                             |             |                            |                              |
| 3 | "Clayfaces"             | "Глиноликі"                 | 07.10.06.   | Метт Йонґберґ              | Стівен Мелшінґ               |
| Невдалий актор Безіл Карло викрадає речовину, що розплавила Ітана Беннета і стає новим Глиноликим. Бетмен не впевнений, чи може він довірити Беннету допомогти зупинити Карло.                                          |                         |                             |             |                            |                              |
| 4 | "The Everywhere Man"    | "Всюдисуща Людина"          | 04.11.06.   | Брендон Вієтті             | Ґреґ Вейсмен                 |
| Бетмен стикається з новим сильним злодієм, що вміє клонувати себе. Все стає ще дивніше, коли одним з підозрюваних стає друг Брюса - Джон Марло.                                                                         |                         |                             |             |                            |                              |
| 5 | "The Breakout"          | "Розрив"                    | 11.11.06.   | Метт Йонґберґ              | Алекс Ван Дайн               |
| Бетмен арештовує злочинця Чорну Маску, але його підручні вже спланували визволення свого босса. Визволивши Маску, вони беруть Вейна в полон і Бетґьорл з Робіном мусять його рятувати.                                  |                         |                             |             |                            |                              |
| 6 | "Strange New World"     | "Дивний Новий Світ"         | 18.11.06.   | Ентоні Чан                 | Джозеф Кур                   |
| Х'юго Стрейндж заражає все місто вірусом, котрий перетворює людей в зомбі. Лише команда Бетмена може все виправити. |                         |                             |             |                            |                              |
| 7 | "Artifacts"             | "Артефакти"                 | 03.02.07.   | Брендон Вієтті             | Ґреґ Вейсмен                 |
| Через багато років після подій, показаних у мультсеріалі, постарілий Бетмен, разом з Найтвінгом і Оракул мусять зупинити покращеного та дуже могутнього Містера Фріза.                                                  |                         |                             |             |                            |                              |
| 8 | "Seconds"               | "Наступні"                  | 10.02.07.   | Метт Йонґберґ              | Стівен Мелшінґ               |
| Бетмен та його команда стикається з чоловіком на ім'я Френсіс Ґрей, чиєю неймовірною здібністю є повертання часу на двадцять секунд назад. Ґрей готується отруїти весь Ґотем, вважаючи це місто винним в його невдачах. |                         |                             |             |                            |                              |
| 9 | "Riddler's Revenge"     | "Помста Загадника"          | 17.02.07.   | Брендон Вієтті             | Стен Берковіц                |
| Загадник і Бетмен опиняються в контейнері під водою. Едвард Нігма розповідає Брюсу, чому він став Загадником і хто в цьому винен.                                                                                       |                         |                             |             |                            |                              |
| 10 | "Two of a Kind"         | "Двоє Одного Виду"          | 24.02.07.   | Ентоні Чан                 | Паул Діні                    |
| Коли телеведуча Харлін Квінзель втрачає свою популярність, то вирішує написати книгу про самого небезпечного психа в місті - Джокера. Але з часом вона закохується в нього і втрачає голову.                            |                         |                             |             |                            |                              |
| 11 | "Rumors"                | "Слухи"                     | 03.03.07.   | Метт Йонґберґ              | Джозеф Кур                   |
| У Ґотемі з'являється новий та дуже жорстокий месник під псевдонімом Слух. Бетмен і Робін мусять його зупинити, доки той не вбив усіх злочинців.                                                                         |                         |                             |             |                            |                              |
| 12 | "The Joining, Part One" | "Приєднання, Частина Перша" | 28.04.07.   | Ентоні Чан                 | Дуґлас Петрі, Джейн Еспенсон |
| Таємничий чоловік попереджує Брюса, що на землю летять інопланетні загарбники і що частково в цьому замішана Компанія Вейн.                                                                                             |                         |                             |             |                            |                              |
| 13 | "The Joining, Part Two" | "Приєднання, Частина Друга" | 05.05.07.   | Брендон Вієтті, Вінтон Хек | Дуґлас Петрі, Джейн Еспенсон |
| Приєднання починає захоплювати Землю, а їхньою основною зброєю стає супутник Компанії Вейн. Марсіанський Мисливець та Бетмен планують проникнути в Компанію Вейн, щоб зупинити загарбників.                             |                         |                             |             |                            |                              |

### Сезон 5
| Номер | Назва                             | Переклад                                   | Дата виходу | Режиссер              | Сценарист                     |
| 1 | "Batman/Superman Story, Part One" | "Історія Бетмена/Супермена, Частина Перша" | 22.09.07.   | Вінтон Хек            | Алан Брнетт                   |
| Лекс Лютор наймає злочинців з Ґотема, щоб ті зловили для нього Супермена. Хоч найманці і провалюють завдання, Лютору вдається схопити Кларка і за допомогою сил Отруйного Плюща і криптоніту підкорити його собі. |                                   |                                            |             |                       |                               |
| 2 | "Batman/Superman Story, Part Two" | "Історія Бетмена/Супермена, Частина Друга" | 29.09.07.   | Крістофер Берклі      | Стів Кудін                    |
| Бетмену та Робіну потрібно зупинити злого Супермена, щоб той не зміг допомогти Лексу Лютору замінити всі армії світу контрольованими ним роботами.                                                                |                                   |                                            |             |                       |                               |
| 3 | "Vertigo"                         | "Запаморочення"                            | 06.10       | Джон Фенґ             | Стен Берковіц                 |
| В Ґотем приходить один з членів Ліги Справедливості - Зелена Стріла, котрий переслідує прибулого в це місто злодія Графа Вертіго.                                                                                 |                                   |                                            |             |                       |                               |
| 4 | "White Heat"                      | "Біле Тепло"                               | 13.10.07.   | Вінтон Хек            | Джозеф Кур                    |
| Після інциденту на складі з радіоактивним фосфором, Світляк отримує нові дуже потужні здібності. Команді Бетмена треба зупинити його, доки він не підірвав місто за допомогою атомної електростанції.             |                                   |                                            |             |                       |                               |
| 5 | "A Mirror Darkly"                 | "Дзеркало Темряви"                         | 03.11.07.   | Крістофер Берклі      | Стівен Мелшінґ                |
| Бетмен та Робін об'єднуються з Флешем, заради перемоги над Майстром Дзеркал, здатним створювати точні дзеркальні копії людей.                                                                                     |                                   |                                            |             |                       |                               |
| 6 | "Joker Express"                   | "Джокер Експрес"                           | 10.11.07.   | Джон Фенґ             | Браян Свенлін                 |
| Ґотемці, розриваючись від істеричного сміху, звозять викрадені ними цінності в річку. З часом Бетмен починає розуміти, що в цьому замішаний Джокер, який до того ж готується підірвати місто.                     |                                   |                                            |             |                       |                               |
| 7 | "Ring Toss"                       | "Кинуте Кільце"                            | 08.12.07.   | Крістофер Берклі      | Лін Аглі                      |
| Зелений Ліхтар просить Бетмена допомогти йому перемогти зрадника ліхтарів на ім'я Сінестро, котрий втік з полону і прямує до Землі. В битві з Сінестро Ліхтар програє і його кільце несподівано отримує Пінгвін.  |                                   |                                            |             |                       |                               |
| 8 | "The Metal Face of Comedy"        | "Металеве Обличчя Комедії"                 | 15.12.07.   | Вінтон Хек            | Алекс Ван Дайн                |
| Хакер на ім'я Марті вміщує інтелект Джокера в нових наноботів Компанії Вейн. Новий суперзлодій намагається вбити Бетмена, Робіна та ще й оригінального Джокера.                                                   |                                   |                                            |             |                       |                               |
| 9 | "Attack of the Terrible Trio"     | "Атака Жахливого Тріо"                     | 02.02.08.   | Джон Фенґ             | Стен Берковіц                 |
| Троє невдах з коледжу викрадають мутаген Кірка Ленґстрома і перетворюються на антропоморфних лиса, акулу і стерв'ятника, після чого вирішують поквитатися зі своїми кривдниками.                                  |                                   |                                            |             |                       |                               |
| 10 | "The End of the Batman"           | "Кінець Бетмена"                           | 09.02.08.   | Вінтон Хек            | Роберт Ґудмен                 |
| Справі Бетмена і Робіна заважають Гнів та Зневага. Ця зла парочка об'єднує декількох суперзлодіїв, щоб розкрити особистість Бетмена та вбитий його.                                                               |                                   |                                            |             |                       |                               |
| 11 | "What Goes Up..."                 | "Що тут Піднімається?"                     | 16.02.08.   | Крістофер Берклі      | Алекс Ван Дайн                |
| Чорна Маска наймає ворога Чоловіка-Яструба на ім'я Тіньовий Злодій, аби викрасти один метеорит. У планах Маски вкрасти цілу будівлю за допомогою сил цього метеориту.                                             |                                   |                                            |             |                       |                               |
| 12 | "Lost Heroes, Part One"           | "Загублені Герої, Частина Перша"           | 08.03.08.   | Джон Фенґ, Вінтон Хек | Алекс Ван Дайн, Стен Берковіц |
| Бетмен і Зелена Стріла стають свідками того, як інших героїв хтось викрадає. Підозри зводяться до Х'юго Стрейнджа.                                                                                                |                                   |                                            |             |                       |                               |
| 13 | "Lost Heroes, Part Two"           | "Загублені Герої, Частина Друга"           | 08.03.08.   | Джон Фенґ, Вінтон Хек | Алекс Ван Дайн, Стен Берковіц |
| Стрейндж виявляється маріонеткою прибульців, які починають повномасштабне вторгнення на Землю, в той час, як усі герої втратили свої сили.                                                                        |                                   |                                            |             |                       |                               |